# Филипп Саксен-Кобург-Готский
Фердинанд Филипп Мария Август Рафаэль Саксен-Кобург-Готский и Кохари (28 марта 1844, Париж — 3 июля 1921, Кобург) — был вторым сыном принца Августа Саксен-Кобург-Готского и Клементины Орлеанской, внук короля Франции Луи Филиппа I, старший брат болгарского царя Фердинанда I.

## Семья
В Брюсселе 4 мая 1875 года Филипп женился на Луизе-Марии, принцессе Бельгийской, своей троюродной сестре.
Брак закончился разводом 15 января 1906 года из-за того, что Луиза многие годы имела внебрачные связи.
У них было двое детей:
- Леопольд Клемент Филипп Август Мария (19 июля 1878 — 27 апреля 1916)
- Доротея Мария Генриетта Августа Луиза (30 апреля 1881 — 21 января 1967), вышла замуж 2 августа 1898 года за Эрнста Гюнтера, герцога Шлезвиг-Гольштейнского.

## Награды
- Орден Красного орла 1-го класса (22 марта 1883)[2]